# Agyrtes sichuanensis
Agyrtes sichuanensist es una especie de escarabajo descrita por Georgiy Vladimirovich Nikolajev en 2003. La especie ha sido descrita Asia Central. Recibe su nombre por la localidad donde fue inicialmente descubierta, Sichuan, provincia de China.

## Historia
Nikolajev describió la especie en dos localidades de la provincia meridional de Sichuan entre 4000 a 4300 metros (13 123,4 a 14 107,6 pies) de altitud; llamándola inicialmente Necrophilus sichuanensis. Luego en 2005 fue descrito en varios lugares de la provincia de Sichuan, a una altitud similar, entre 3735 a 4300 metros (4084,6 a 4702,5 yd) por Zhou y su equipo con la denominaion Necrophilus chinensis. Ambas descripciones fueron escritas casi simultáneamente.
La comparación del holotipo y un paratipo de N. sichuanensis de los alrededores de Eryizuxian con una serie de paratipos de N. chinensis no mostró diferencias significativas en la morfología externa de estos escarabajos. La única diferencia observada es una forma ligeramente diferente del edeago, que es ligeramente más delgado y alargado en el holotipo del N. sichuanensis. En consecuencia, N. chinensis se considera un sinónimo de N. sichuanensis.

## Descripción
A. Sichuanensis es un escarabjo del Paleártico. Las poblaciones a diferentes altitudes muestran diferencias continuas y superpuestas en longuitud corporal total, la cual disminuye con la altitud. El escarabajo tiene entre 9 a 12 milímetros (0,4 a 0,5 plg) de longitud, el protórax es redondeado posteriormente.